# Tornados de 2007
Este artículo documenta a los tornados y oleada de tornados que ocurrieron en el 2007, principalmente (pero no todos) en los Estados Unidos. La mayoría de los tornados ocurrieron en Estados Unidos, aunque algunos ocurrieron en otros países, particularmente en el sur de Canadá durante el verano del Hemisferio Norte. Algunos tornados se formaron en Europa, como en el Reino Unido y en Alemania.
En esta temporada hubo aproximadamente 1,305 tornados reportados sólo en los Estados Unidos (de los cuales 1,093 fueron confirmados), con 81 fatalidades confirmadas. Esta temporada fue la más mortífera desde la oleada de tornados de 1999, cuando 95 personas perdieron la vida. Además, tres personas murieron en México, 14 en Chad, una en Sudáfrica, tres en Vietnam, una en las Filipinas, 25 en China y 7 en Bangladés llegando a un estimado mundial de 134 fallecidos.
Este año, el sistema para clasificar los daños de tornados en los Estados Unidos cambió de la escala Fujita a la Escala Fujita de aumento el 1 de febrero.